# Romanów (Chmielów)
Romanów – część wsi Chmielów w Polsce, położona w województwie świętokrzyskim, w powiecie ostrowieckim, w gminie Bodzechów.
W latach 1975–1998 Romanów administracyjnie należał do województwa kieleckiego.